# Omasztowanie
Omasztowanie – część osprzętu żaglowego służąca do podnoszenia, rozpinania i ustawiania żagli. Przez całe wieki drzewca były wykonywane z drewna. Obecnie produkowane są ze stopów metali lekkich (głównie glinu), oraz (rzadziej) materiałów kompozytowych, takich jak laminaty i włókna węglowe, oferujące dużą wytrzymałość przy jednoczesnej redukcji masy. Początkowo przekrój masztu był okrągły, obecnie stosuje się przekroje obłe, przypominające symetryczne profile lotnicze, które zapewniają większą sprawność układu maszt-żagiel. Z tego powodu w żeglarstwie regatowym używa się także masztów obrotowych.
Omasztowanie dzieli się na stałe i ruchome.
Omasztowanie stałe jest związane z kadłubem za pomocą olinowania stałego. Do drzewc stałych zaliczamy: zbliżone do pionu maszty składające się z kolumny i steng, zbliżone do poziomu bukszpryty i wystrzały.
Drzewca ruchome są przymocowane do drzewc stałych w sposób umożliwiający ich odpowiednie ustawianie w stosunku do kierunku wiatru. Ustawianie to jest realizowanie za pomocą olinowania ruchomego. Drzewcami ruchomymi są: bomy, gafle, wytyki, reje, rejki i rozprze.
Do omasztowania zalicza się też drzewca służące do usztywniania drzewc stałych poprzez napięcie podtrzymujących je lin (lub łańcuchów): delfiniaki, jumpsalingi i salingi.